# Česnek zlatožlutý
Česnek zlatožlutý (Allium moly) je druh jednoděložné rostliny z čeledi amarylkovitých.

## Popis
Jedná se o vytrvalou cca 30–40 cm vysokou rostlinu s podzemní cibulí, cibule je kulovitá, až 2,5 cm v průměru, obalné šupiny papírovité, bílé. Lodyha je oblá, chabá, celá rostlina je sivá, na bázi jsou 1-3 přízemní listy, listy na lodyze chybí. Listy jsou přisedlé, čepele jsou kopinaté, kýlnaté, asi 20–30 cm dlouhé a 2–3 cm široké. Květy jsou uspořádány do květenství, jedná se o lichookolík (stažený šroubel), který je chudokvětý, polokulovitý až plochý, asi 4–6 cm v průměru. Květenství je podepřeno 2dílným toulcem, který je kratší než květenství. Okvětní lístky jsou cca 10 mm dlouhé a 4 mm široké, jasně žluté. Tyčinky jsou o něco kratší než okvětí. Plodem je tobolka, která je zahalena ve vytrvalém okvětí.

## Rozšíření ve světě
Druh má svojí domovinu v západním Středomoří, a to v jz. Francii a v. Španělsku.

## Rozšíření v Česku
V ČR to je nepůvodní druh. Je často pěstován jako okrasná rostlina a místy může zplaňovat.